# Liste der Bodendenkmäler im Kreis Kleve

Kreis Kleve

Die Liste der Bodendenkmäler im Kreis Kleve umfasst:
- Liste der Bodendenkmäler in Bedburg-Hau
- Liste der Bodendenkmäler in Emmerich am Rhein
- Liste der Bodendenkmäler in Geldern
- Liste der Bodendenkmäler in Goch
- Liste der Bodendenkmäler in Issum
- Liste der Bodendenkmäler in Kalkar
- Liste der Bodendenkmäler in Kerken
- Liste der Bodendenkmäler in Kevelaer
- Liste der Bodendenkmäler in Kleve
- Liste der Bodendenkmäler in Kranenburg (Niederrhein)
- Liste der Bodendenkmäler in Rees
- Liste der Bodendenkmäler in Rheurdt
- Liste der Bodendenkmäler in Straelen
- Liste der Bodendenkmäler in Uedem
- Liste der Bodendenkmäler in Wachtendonk
- Liste der Bodendenkmäler in Weeze